# Radivoje Bojović
Radivoje Bojović (Beograd, 19. decembar 1864 — 17. januar 1948) bio je srpski artiljerijski pukovnik i vojni ministar u vladi Kraljevine Srbije.

## Porodica
Otac Todor mu je bio generalštabni potpukovnik (umro 1872), a očuh Đorđe Simić, diplomata i kasniji predsednik vlade, za koga se njegova majka Jelena udala nakon smrti njegovog oca. Jelena, rođena Tadić, bila je ćerka Boška Tadića i Baba-Stake (rоđake gospodara Jevrema Obrenovića, u čijoj je kući odrasla).
Teča (oženjen sestrom njegove majke Milevom, rođ. Tadić) mu je bio general Kosta Protić (ministar vojni 1873-1875, predsednik vlade 1889 i namesnika kraljevskog dostojanstva 1889-1892) a drugi teča (oženjen drugom sestrom njegove majke Katarinom, rođ. Tadić) general Milovan Pavlović (ministar vojni, ubijen na dužnosti u Majskom prevratu 1903).
Zet mu je bio vojvoda Putnik (oženjen njegovom jednim sestrom Ljubicom).
(Nije bio u rođačkim vezama sa vojvodom Petrom Bojovićem.)

## Obrazovanje
Gimnaziju je pohađao u Beogradu i Kragujevcu, gde je položio ispit zrelosti. Kao potporučnik, prvi u rangu, poslat je u Rusiji kao državni pitomac 1899, gde je najpre bio na stažu u gardijskoj artiljeriji pa završio Mihajlovsku artiljerijsku akademiju 1892.

## Vojna karijera
U vreme Majskog prevrata bio je v.d. komandanta Drinskog artiljerijskog puka, zatim Dunavskog a komandant Puka od 1906. Od 1910. do početka 1911. bio je v.d. upravnika Vojnotehničkog zavoda u Kragujevcu pa načelnik Artiljerijsko tehničkog odeljenja Ministarstva vojnog. U komisiji za prijem naoružanja bio je od 1907. do oktobra 1908 (kao član) i od aprila 1910. do početka 1911. (kao njen predsednik). 
Pored redovnih obavljao je i dužnosti u Artiljerijskom komitetu (član od 1902), profesor u Vojnoj akademiji i delovođa Profesorskog saveta, a posle 1903. ađutant kralja, član ispitnih komisija i dr. 
Uoči početka Prvog balkanskog rata poslao je načelniku štaba vrhovne komande predlog za izdavanje naredbe za pridržavanje međunarodnog ratnog prava, posebno za humano postupanje.

## Ministar vojni
U toku rata obavljao je sa vladom brojne poslove, najviše u vezi ratnog snabdevanja. Kada je u Ministarstvu unutrašnjih dela napisana neustavna i krajnje nestručna i štetna Uredba o uređenju oslobođenih predela (za koju je on bio nadležan za izradu i premapotpisanje), odbio je to i podneo je ostavku. Kralj je potpisao Uredbu, koja se bez premapotpisa Bojovića delimično primenjivala do donošenja druge, nešto manje loše, avgusta 1913. 
Bio je na raspolaganju vladi pa ministru vojnom do ponovnog imenovanja za ministra. Uz podršku samostalaca u vladi i vojnog vrha sklopio je uvogor o planiranom ratnom kreditu od 150 miliona dinara sa Velikom Britanijom i time preduhitrio radikale iz vlade ministra finansija Laze Pačua i predsednika vlade Pašića da sklope takav ugovor sa Francuskom.

## I svetski rat
U toku povlačenja krajem 1915. godine sa jedinicama i ustanovama koje su bile pod njegovom komandom, krenuo je za Grčku. Međutim, iz štaba vrhovne komande naređeno je da se Đačka četa (1300 kaplara) sa marša kroz Makedoniju uputi u Albaniju. Zbog navodnih grešaka, kao najveća pogrešno se iznosi što se nije povlačio zajedno sa vladom. Bio je na raspolaganju do penzionisanja 13. XI 1918. godine.

## Ordenje
Odlikovan je Ordenom Svetog Save 1. stepena (najvišeg).

## Literatura
- Doktorska disertacija POLITIČKA ULOGA MINISTARA VOJNIH KRALjEVINE SRBIJE OD 1903. DO 1914. GODINE, Velimir J. Ivetić, Fakultetl političkih nauka, Beograd, 2013